# 姚连蔚
姚连蔚（1935年—2012年10月2日），男，陕西西安人，原中国共产党党员（1984年被开除），中华人民共和国政治人物，原副国级领导人，第四届全国人大常委会副委员长。

## 生平
姚连蔚早年参加中国人民解放军，退伍后在西安机械厂当车工，后获得生产突击手等称号。文化大革命期间，他担任西安“工联”首领，并在1967年的胡家庙武斗中获胜，随后被推选为九大代表，参加中共九大，并当选候补中央委员。随后他回到陕西，担任中共陕西省委常委。1973年，中共十大时，他再次当选候补中央委员，并任陕西省总工会主席兼党组书记。1974年，当选为第四届全国人大常委会副委员长。
1976年，怀仁堂事变后，四人帮被逮捕。1977年7月12日，中央政治局委员吴德、纪登奎、陈永贵约谈后，姚连蔚被停职调查。1979年2月因胡家庙武斗收到陕西当地人告状被逮捕。1981年，陕西省人民检察院决定对他免予起诉，《免予起诉书》总结其罪行，1967年9月2日，西安地区两派群众组织在西郊发生大规模的武斗事件。9月4日，姚连蔚主持召开“新西机”（即今昆化机械厂）委员会，研究决定对另一派参加武斗的部分人员进行审讯，索取参与武斗的口供。其间，有一人被打成重伤，姚连蔚看到后，未予制止，以致那人伤重死亡。姚连蔚又召开会议，统一口径，编造死因，企图欺骗群众，逃避罪责。这触犯了刑法143条的规定，已构成犯罪。但考虑到姚连蔚的犯罪行为是在 “文化大革命”的特定历史条件下发生的，已经关押教育，故决定予以从宽处理，免予起诉。
出狱后，姚连蔚回到工厂，后成为家庭管理员、采购员、炊事员、学习辅导员。1984年，他在整党中被开除出中国共产党党籍。在54岁时申请退休，此后隐居。晚年读中医书，并开办了一家中草药诊所，后来曾进入儿子开办的公司当“兼职工程师”。在采访中，姚连蔚说：“我可不愿意迎合读者的好奇心，做人们茶余饭后的谈话资料。我已是失意落魄、无欲无求的闲人，唯愿在无声中消失。”
2012年10月2日，姚连蔚在西安逝世。